# Conferencia de las Naciones Unidas sobre Biodiversidad de 2012
La Conferencia de Hyderabad de 2012 de las Partes en el Convenio sobre la Diversidad Biológica (CDB) de la ONU, también conocida como COP11, se celebró en Hyderabad, India. Asistieron a la conferencia los ministros de medio ambiente y bosques de unos 194 países; también participaron organizaciones internacionales como el Banco Mundial y el Banco Asiático de Desarrollo. Cerca de 10.000 delegados debatieron cuestiones relacionadas con la biodiversidad y la bioseguridad.

## Logotipo
El logotipo de la COP11 consta de tres motivos principales, el Tigre Real de Bengala en la parte superior, una mujer con un pájaro y una hoja en el centro y un delfín en la parte inferior del círculo.
El tigre real de Bengala representa a todos los animales terrestres. También representa la vida salvaje de la India. El tigre real de Bengala es una especie en peligro de extinción y uno de los principales objetivos del CDB es reducir la pérdida de biodiversidad. Por tanto, transmite el carácter distintivo del origen y sus actividades. El Delfín representa el océano. La familia Delphinidae es la más numerosa del orden de los Cetáceos, se encuentran en todo el mundo, por lo que representa la vida acuática mundial. La mujer representa a la Madre Tierra, que nos proporciona alimento, refugio y todas las necesidades básicas de los seres humanos y otros seres vivos. La mujer del logotipo está aventando grano en un estilo típico indio que representa la cultura india. La hoja y el pájaro representan la flora y la fauna. Son vitales para que nuestra naturaleza sobreviva. Representan el equilibrio de la naturaleza. 
En la India hay 22 lenguas oficiales y 398 vivas. En medio de esta diversidad lingüística, el sánscrito mantiene el hilo de la unidad, ya que muchas de estas lenguas derivan del sánscrito. La traducción al inglés se coloca rodeando el borde inferior.
El logotipo forma un círculo. El círculo representa nuestro planeta Tierra. También representa el círculo de la vida, el dogma de nuestra naturaleza. En la filosofía india, un círculo es un bindu, un término metafísico, que se propone como el punto de origen de toda la creación. Un círculo no tiene principio ni fin, por lo que simboliza el universo en sí mismo.